# Riu Piedra
El Riu Piedra, neix al terme municipal de Cimballo (Saragossa), a unes 3 llegües del monestir, porta dissolta en les seves aigües gran quantitat de carbonat de calci, á benefici d'un excés de àcid carbònic que, en despendre's, ocasiona la formació de calcària incrustant, que no només constitueix les estalactites i estalagmites a les grutes, sinó que dona origen a grans masses d'aquella, en forma de Tova calcària, la qual rep al país el nom de tosca.

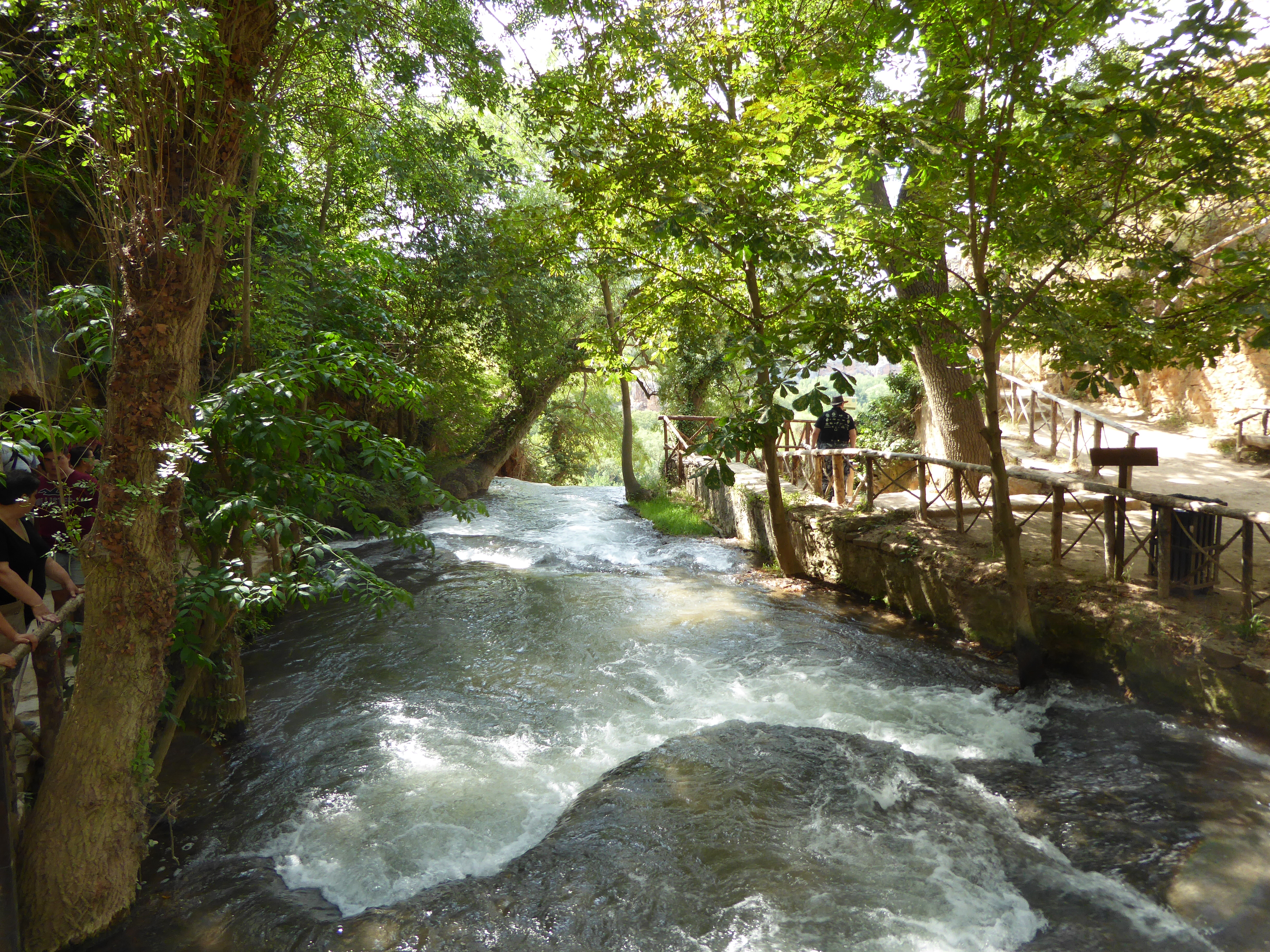
El riu al seu pas pel Monestir

## Pas pel Monestir de Piedra
Després de formar la sense igual sèrie de cascades que es van resseguint, passa el riu per una estreta llera i, salvant una alçada de 49 m, Es precipita a un abisme en una tallada angostura, la profunditat de la qual és impossible mesurar amb els ulls, vetllada com es troba pel vapor mateix de l'aigua que es desfà en pols a la meitat de la seva caiguda. Aquesta és la supèrbia cataracta anomenada "Cua de Cavall".
Aigües amunt, i a molt curta distància de la Cua de Cavall, es troba la cascada Iris, així anomenada pels efectes que en ella causen els raigs de sol en ferir de reüll, a la caiguda de la tarda, l'aigua polvoritzada que d'ella es desprèn. Més amunt es veu una altra cascada que porta el nom dels Fresnos, baixa. L'aigua corre en aquesta cascada atropelladament per diversos graons naturals, assotant els troncs de centenàries freixes que creixen a la seva riba, i es divideix en dos braços que cauran oberts sobre la Iris.
A través dels arbres es distingeix una altra cascada a gran altura, que és la dels Fresnos, alta, a la qual es puja per una escala que va seguint les corbes de l'aigua, i a mitjan escala cal aturar-se per gaudir d'un bell espectacle, ja que des d'aquest lloc es contemplen 10 cascades de baix a dalt i sis a vista d'ocell, lloc que pot qualifiqui sense por de Giessbach espanyol.
Tornant a la Iris i seguint remuntant el riu s'arriba a una vall circular, entorn del qual s'alcen muntanyes vestides d'esplèndida vegetació. Es diu aquest vall el Verjel, i és un bell prat creuat per amples i arenats carrers d'altíssims fals plàtans i solcada per murmuradors rierols. Entrant en un bosquet d'àlbers negres es troba la gruta de la Carmela, que ofereix en el seu sostre precioses incrustacions i rares labors, produint la llum que penetra per una obertura que hi ha al seu costat preciosos efectes de llum i ombres reflectides.
Des de la Carmela, i seguint el passeig de riu, s'arriba a la plaça de Carles Haes i al Bany de Diana, cascada que, millor que per la naturalesa, sembla disposada per la mà de l'home. Des d'aquest punt es puja per un lloc, que té una mica d'agrest i salvatge, conegut amb el poètic nom de Torrent de les Merles.
En arribar a l'altiplà, paral·lela a aquest torrent, es troba la primorosa Gruta de l'Artista, col·locada veritablement sobre un escenari. A curta distància d'aquesta, s'obren dues grutes més petites, anomenades de La Pantera i de La Bacante, i a una banda i l'altra d'aquestes grutes apareixen dues imponents cascades: La Capritxos "una de les més belles de Piedra, i La Trinitat, així anomenada perquè les seves aigües formen tres caigudes o salts, que es desprenen amb sonora i majestuosa pompa. Una altra cascada hi ha allà a prop que es diu La Solitària, perduda entre el més ombrívol i agrest, i les aigües alimenten un plàcid i petit llac que forma un dels encants de la vall del Verjel.
Seguint el camí que comença a La Solitària es troba una placeta, i des d'allí parteix una empinada escala que condueix a El Cañar, on l'aigua s'estimba enmig de punxegudes roques. Donant la volta pel deliciós passeig que envolta la vall, es puja per una ampla escalinata a la passejada de la cascada Sombria que condueix a les Cuatro Calles i al monestir.
Les cascades de El Vado, que disten uns 3 km del monestir, poden visitar-se anant per la carretera o seguint els marges de riu, ombrejat per doble filera d'arbres. L'anomenada El Vado és de grandiós aspecte i amb tot un teatre per a embellir; aquesta meravellosa cascada és potser la més bella de la qual formen el riu Pedra.
Costejant el riu s'arriba a un punt on el riu i camí desapareixen, però una profunda escala oberta a la penya viva descendeix al fons d'una vall envoltada d'altíssims i formidables murs de penyals i en el qual apareixen tres cascades: és a la una La Requijada, molt semblant a la Cola de Caballo, i encara que de menor altura més graciosa i esvelta, i són les altres dues la Niña, amb molt menor cabal d'aigua, i la de Los Peñascos, que més aviat és un torrent que és s'estimba entre aquells.
Seguint el curs de riu que recorre un estret i deliciosa vall, s'arriba a un lloc anomenat Los Argalides, espècie de llacuna situada a sobre del Parc del monestir, un altre dels bells llocs de Pedra, i en el qual es veuen un nombre infinit de petites i gracioses cascades ombrejades per anyencs i gegantins arbres. Seguint el camí que per la part alta de la vall del monestir contínua fins al bellíssim passeig conegut amb el nom de La Olmeda, s'arriba a l'hostatgeria.
Passant el pont que, junt a la Iris, travessen el riu i travessant el túnel que a la dreta s'obre es descendeix a la vall anomenada de La Hoz, on cau la cascada Cola de Caballo.
A poc tros de sortir de túnel es troba la cascada de Las Truchas, així anomenada perquè alimenta vivers i pesqueres on es crien milers d'elles. La cascada es divideix en tres braços, que la vegada se subdivideixen en petits rierols que murmurant mentre discorren entre penyes i males herbes, i als quals se'ls dona el nom de Chorreaderos. Torçant a la dreta i passant per la font de la Fresnera, situada en un paratge encantador, s'arriba a un pont rústic, que es creua, i es troba el viatger en el punt on es descobreix la cascada Cola de Caballo, en tota la seva alçada i magnificència, dins del seu marc on roques calcàries i envoltada de grans mates d'aquella planta que els antics anomenaven cabellera de Venus. És el millor punt de vista per la cascada, i des d'aquí baix és com es pot apreciar millor tot el sublim del seu terrible salt. Darrere de la cascada es veu una obscura gruta suspesa sobre l'abisme, la boca tanca l'aigua amb cortinatge de transparent cristall. En ella nien milers de tudons.

## Vistas de llocs per on transcorre el riu Piedra

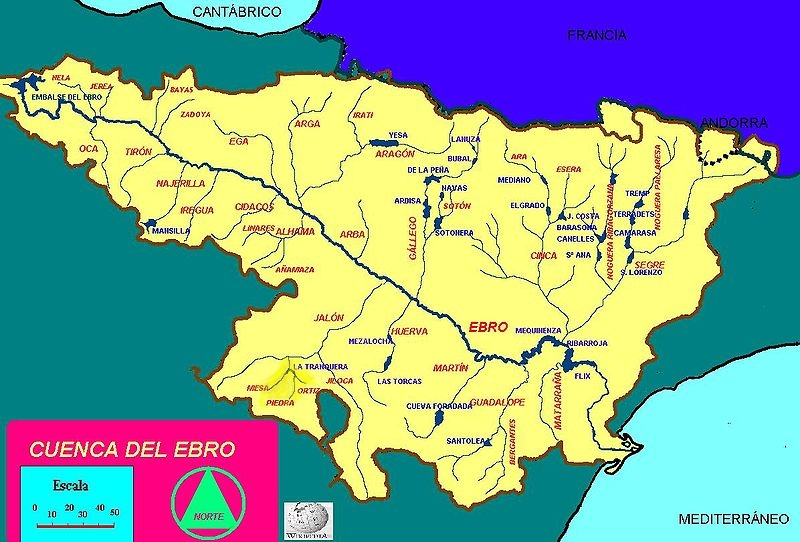
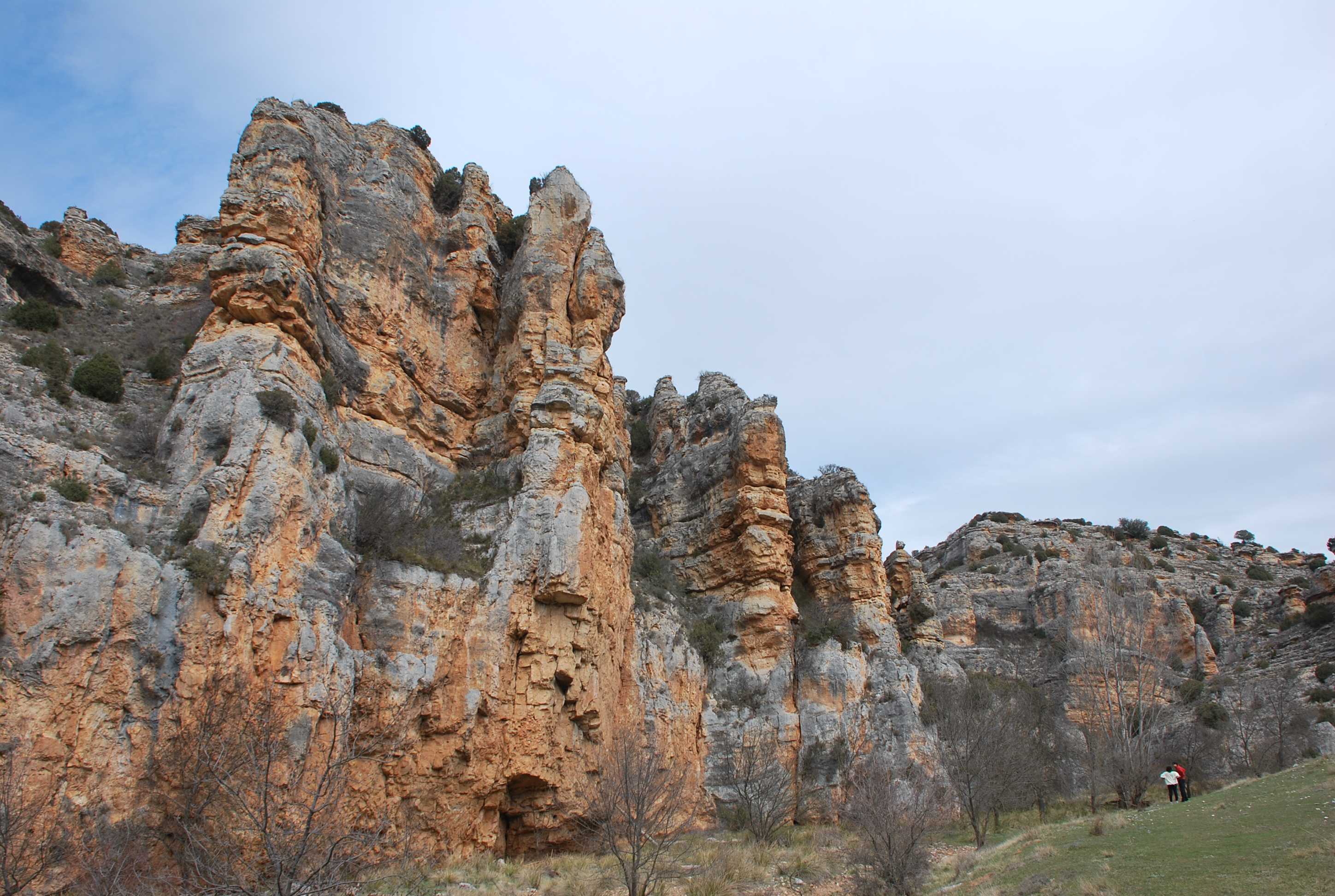
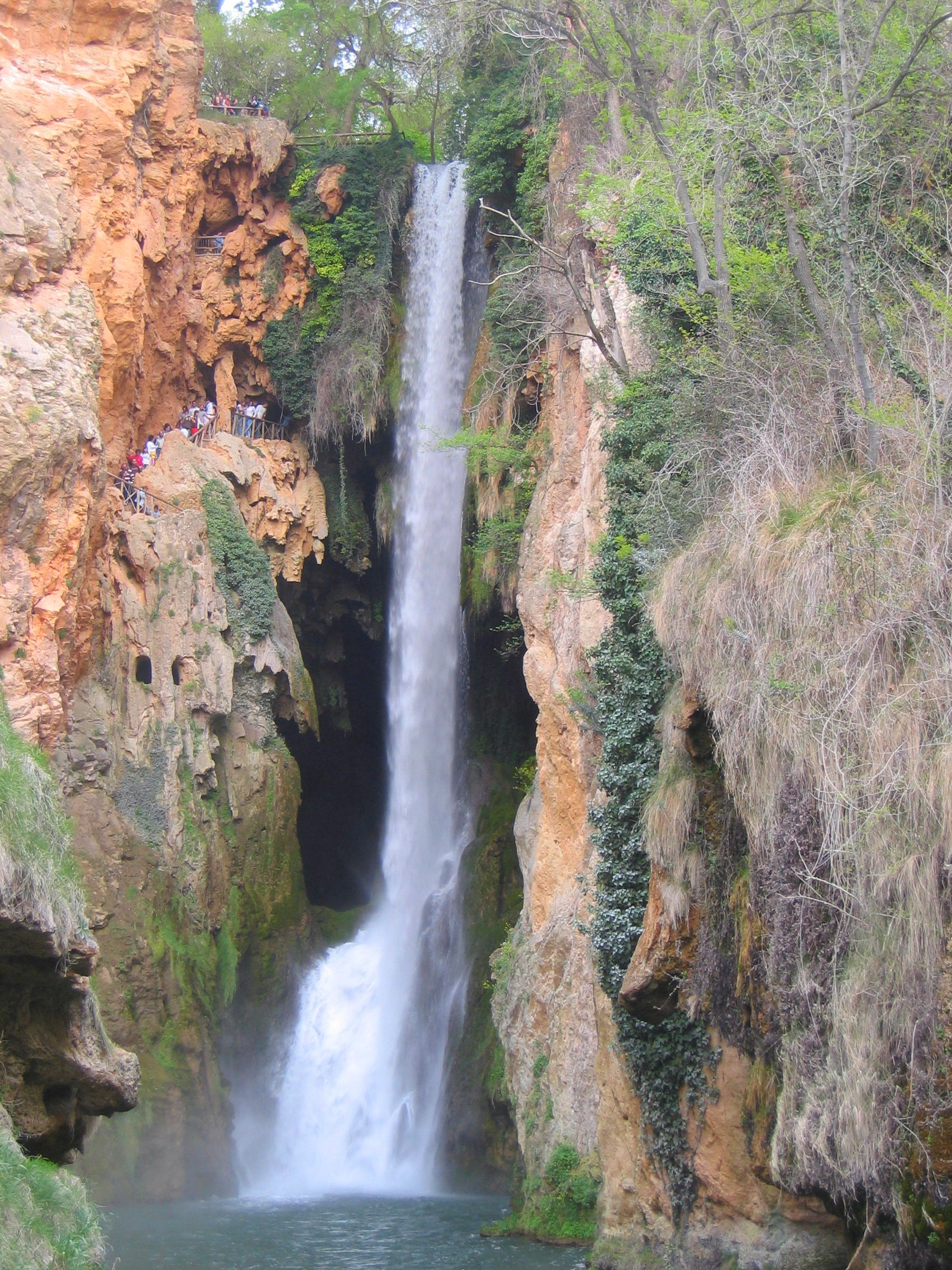
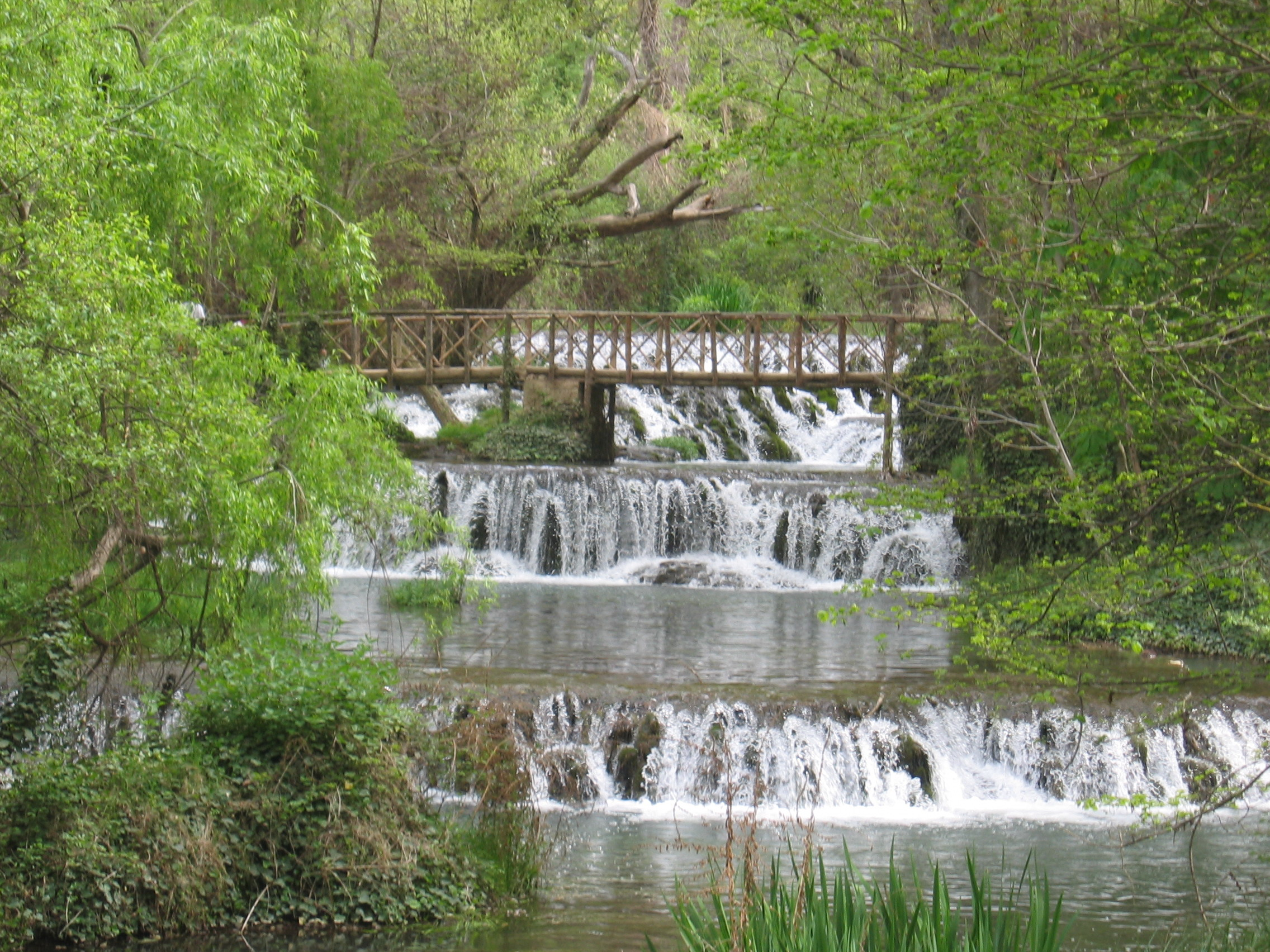
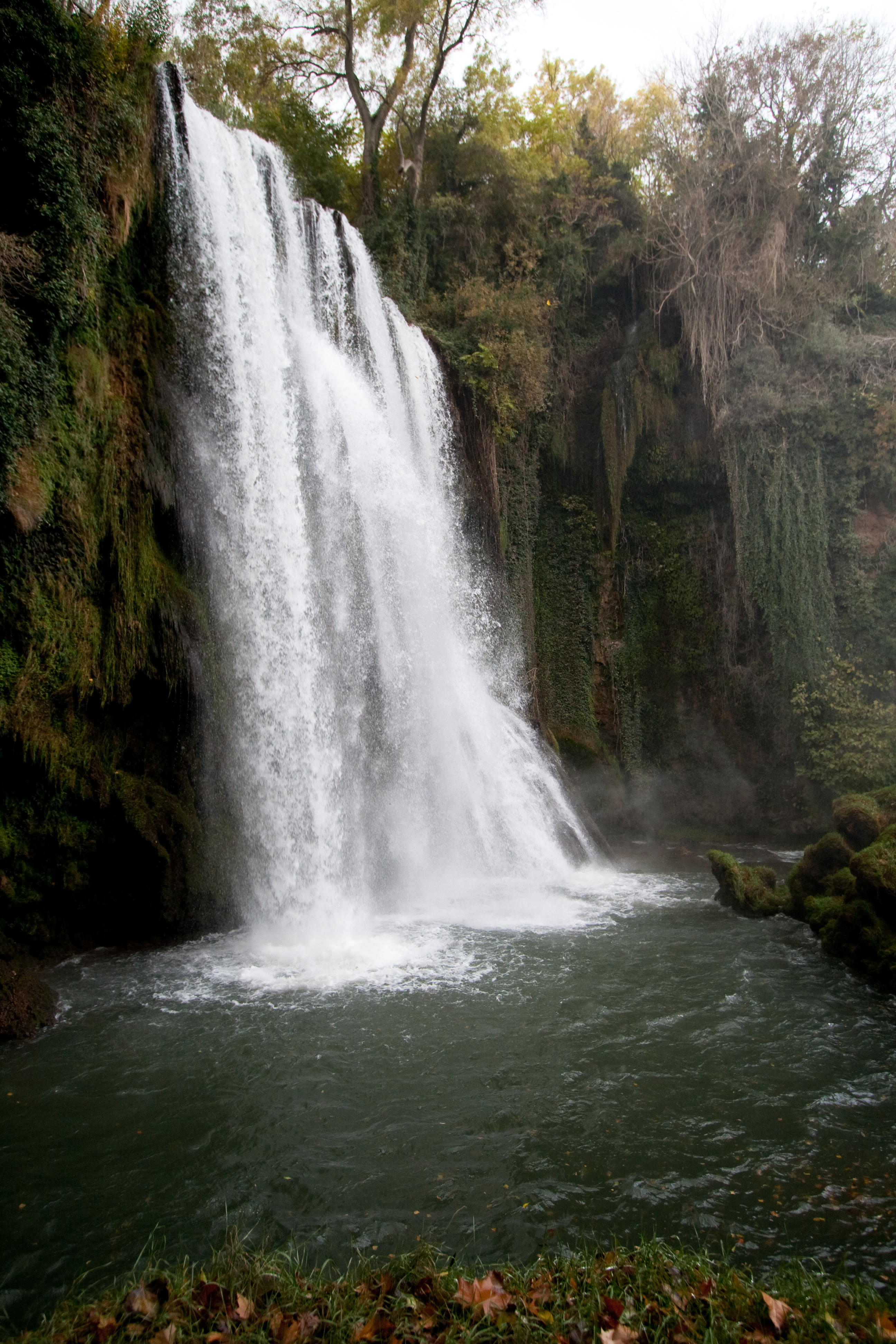
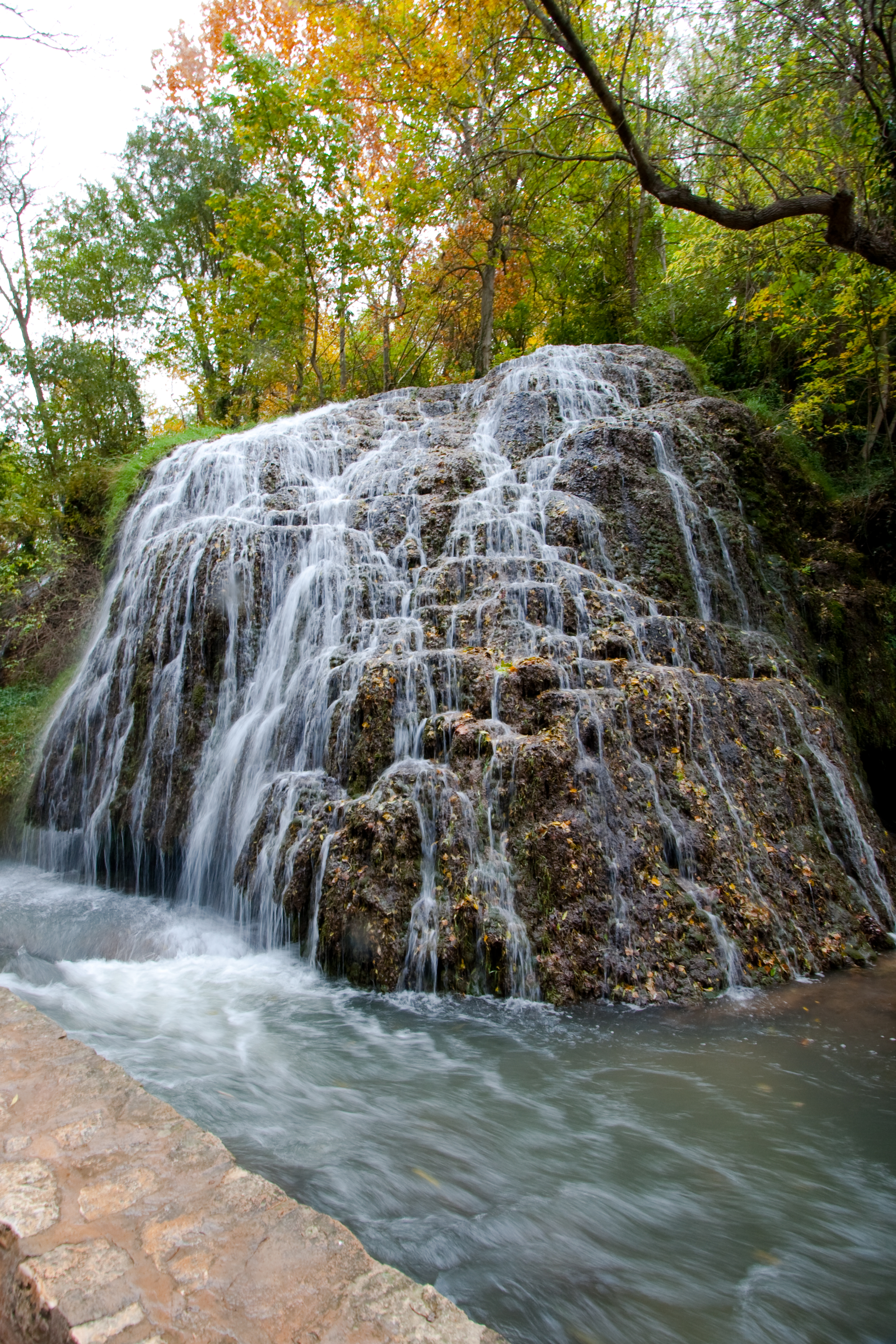
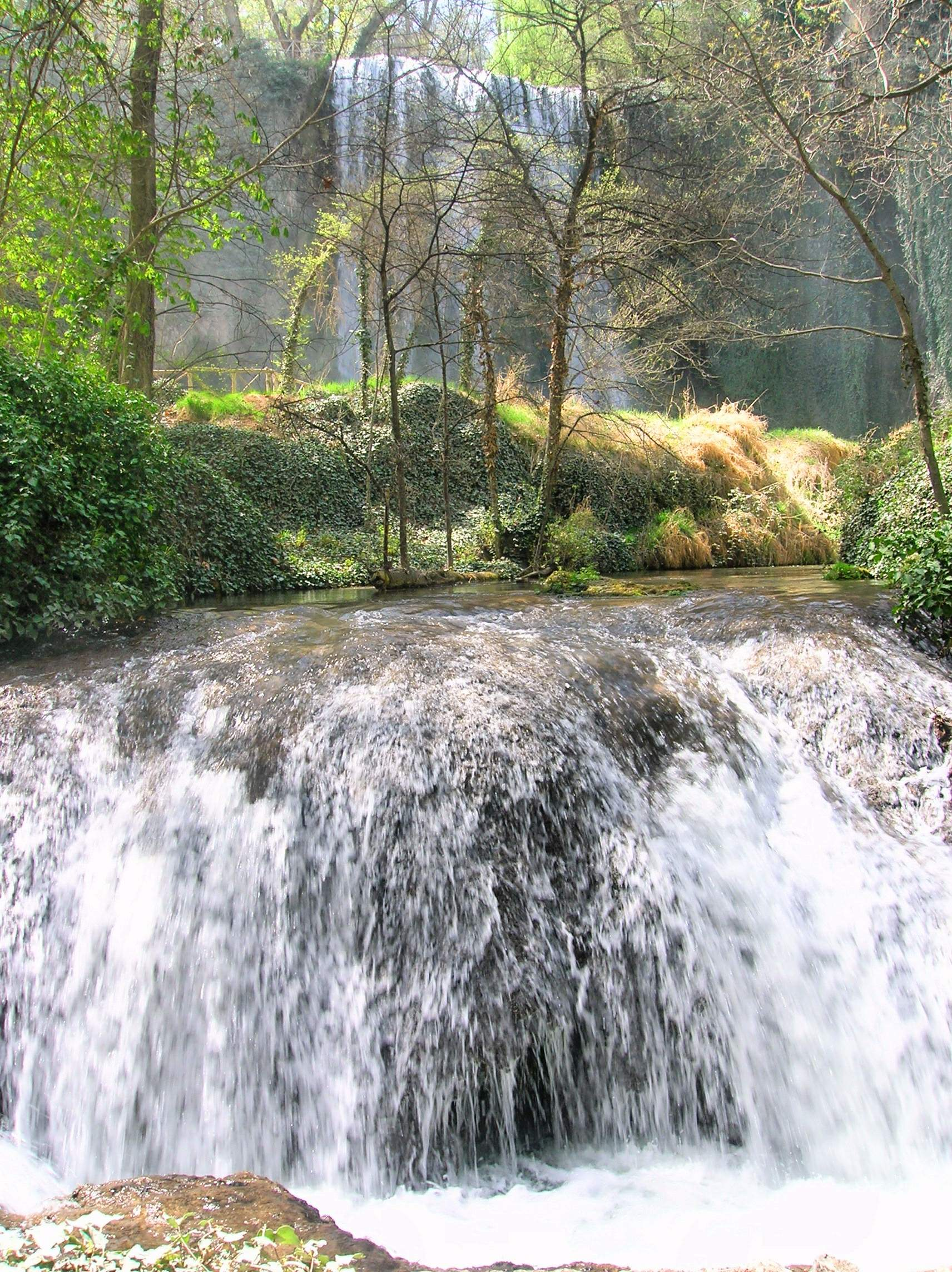
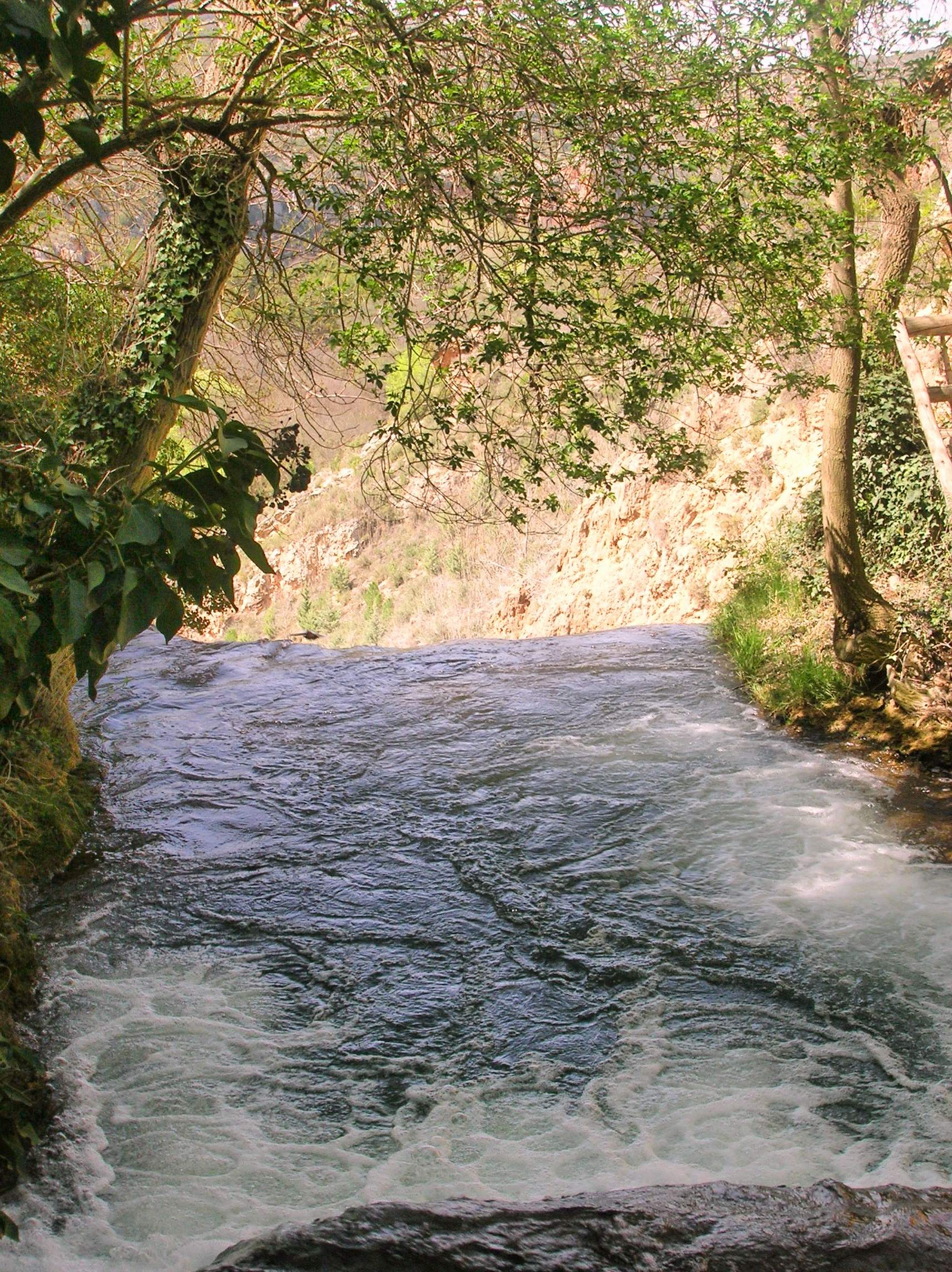
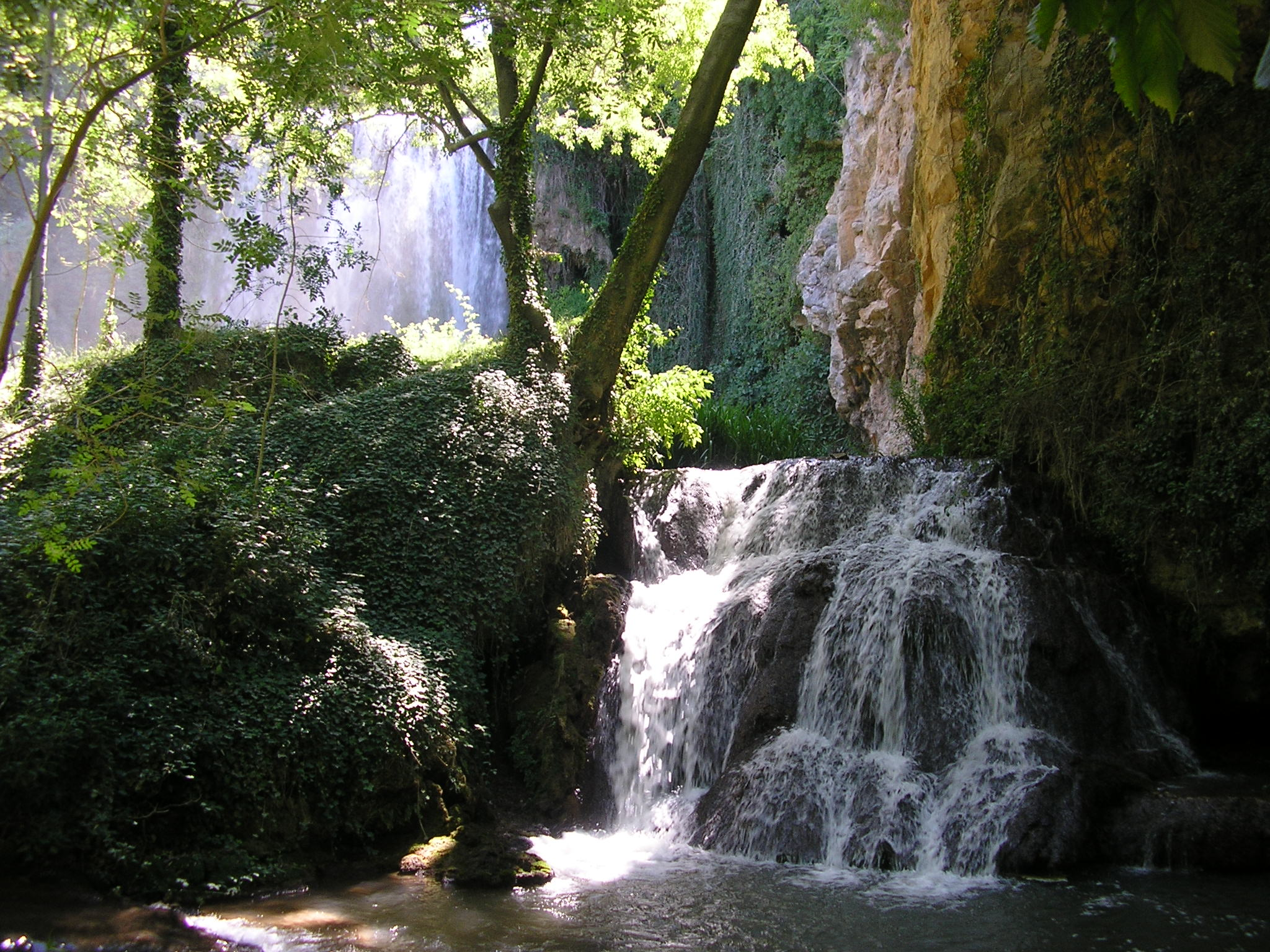
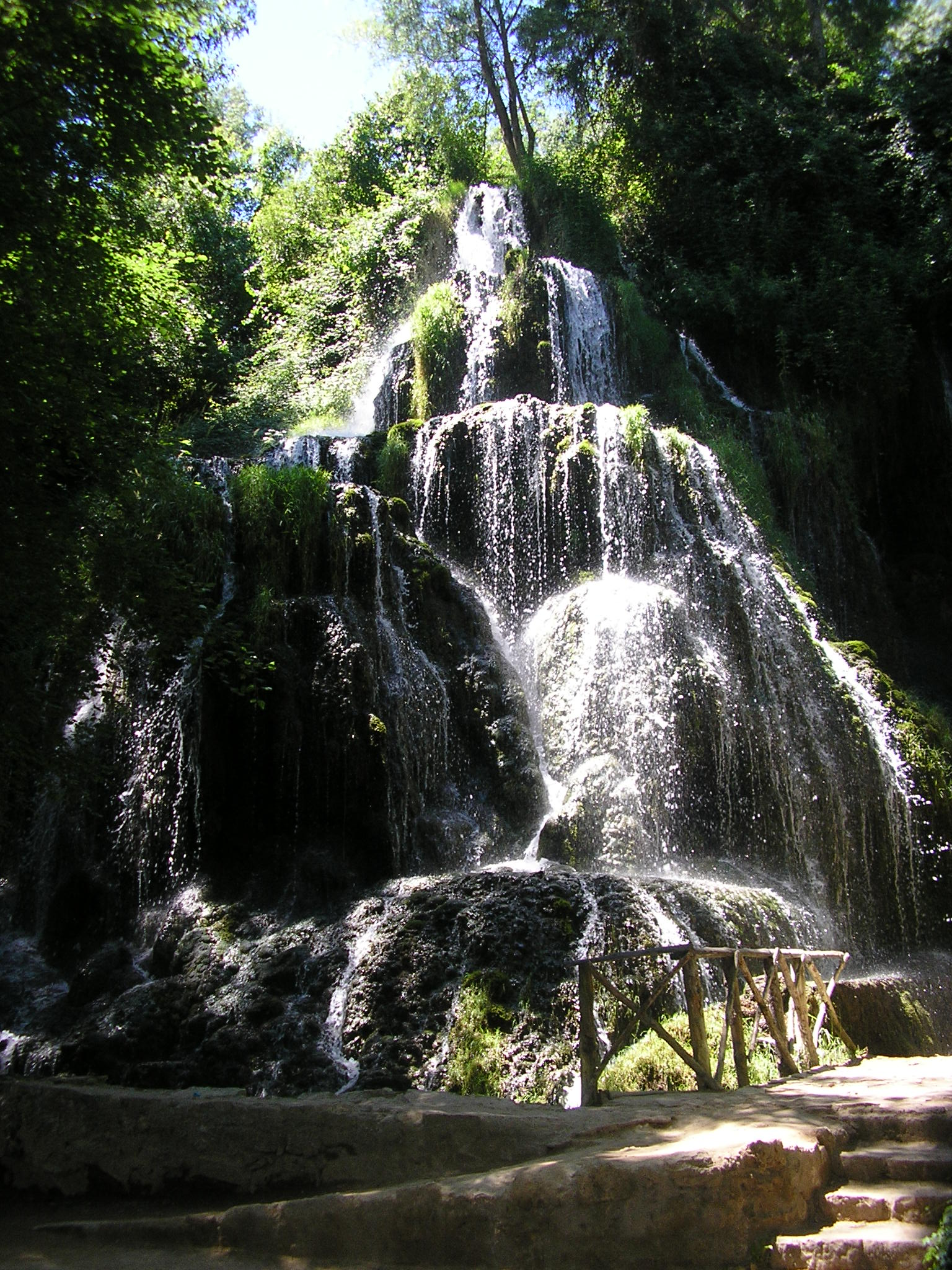
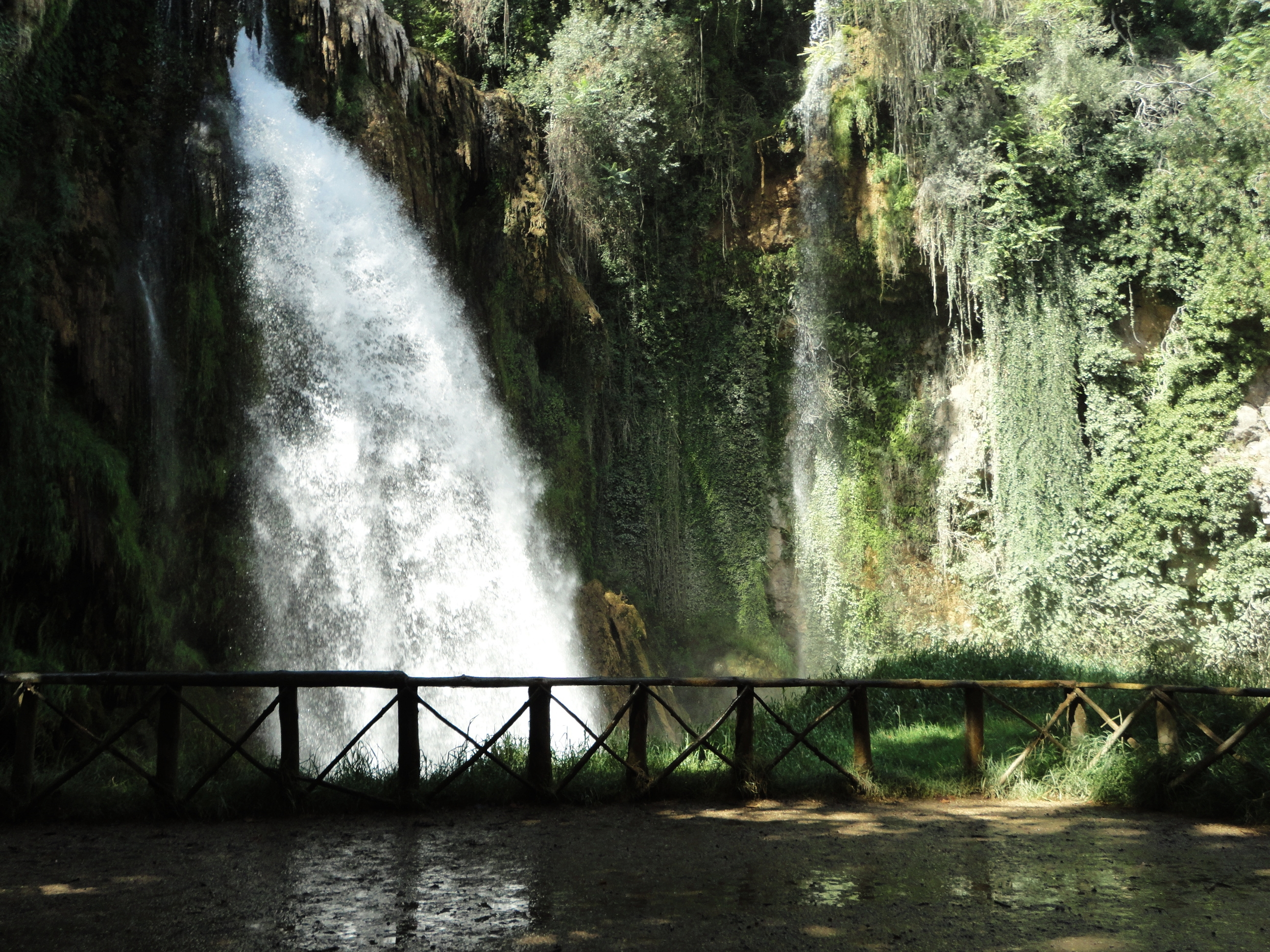

## Continuant la ruta del Piedra
Seguint la riba de riu entre frondosos arbres, i creuant un altre pont rústic, s'arriba a la porta de la Piscifactoria Central, a càrrec del ministeri de Foment, i perfectament muntada. La formen 22 basses o pesqueres de diferent extensió, en les quals viuen les truites dividides per edats. En algunes d'aquestes basses el fons està ple de plantes aquàtiques que crien milions de petits crancs que es recullen i serveixen d'aliment a les truites en la seva primera edat. És aquest establiment de piscicultura una obra acabada que pot servir de model i que facilita anualment molts milers de truites que es destinen a la repoblació dels rius espanyols.
De la Pesquera es passa a l'estany de la Peña, de tranquil·les i dorments aigües, i un dels llocs més encantadors, en què regna constantment afable i encisadora calma. Si se segueix una estreta senda que va pagant el llac, a un costat del qual s'alça, gairebé verticalment, la penya del Diablo, gegantí i formidable penyal de vasta i feréstega carena. A certes hores el llac es converteix en un brunyit mirall, i la fascinació és total; els penyals que l'envolten, la torre del Homenaje i l'ermita de Piedra Vieja, es reflecteixen en el llac i hi apareixen amb tots els seus més petits detalls i dibuixats amb una puresa de línies que se sobreposen a la realitat. A causa d'això se li coneix també a aquest llac amb el nom de llac del Espejo. Un dels diversos pous que amb les seves cristal·lines deus alimenta el llac és l'anomenat de Bengala, per la varietat de llums de diversos colors que en el seu fons es distingeixen a certes hores del matí.
Continuant per la mateixa senda s'arriba a un pont rústic, i per això es passa a la riba oposada, i per ella a una placeta, on a la dreta hi ha una rústica construcció en on es troba la deu d'aigua dita de la Salud o de la Peña. Al costat d'aquesta placeta hi ha una profunda fondalada d'aspecte salvatge, i des d'aquest lloc, veritablement romàntic, arrenca un camí que en seguir-lo és baixa a la vall de la Hoz.
Una senzilla làpida de marbre recorda, sobre la porta de la baixada, a la meravellosa gruta de laIris, que va ser descoberta el 1860. Per un pendent escala oberta a la roca, penjada unes vegades sobre l'abisme i voltada altres de tant en tant amb capritxoses estalactites, s'arriba a una gruta, espècie de tribuna, il·luminada pels raigs de sol, i des de la qual es veu caure molt de prop la gegantina cascada que retrona les oïdes amb el seu constant fragor i refresca l'ambient amb els seus vapors aquosos. Alguns esglaons més, des de cadascun dels quals van descobrint-se nous i sorprenents espectacles, s'obren pas, per fi, fins a la vora de la gegantina gruta (mesura uns 100 m. De llarg per 42 d'alt i 20 d'ample de mitjana), on surt el fragor de la pròxima cascada, i es descobreix amb sorpresa el vast recinte amb la volta d'enormes estalactites i el paviment de verdoses aigües. Una galeria corre per la banda esquerra fins al fons de la gruta, des d'on se la pot contemplar en tota la seva magnificència.

L'ombrívol i extens llac que forma el fons de la gruta, i els límits s'amaguen sota les molsoses roques que li serveixen de fonament; la gegantina volta d'estalactites que tanca aquell antre misteriós i ombrívol; la immensa cortina d'aigua que cau per davant de la boca de la gruta com un penjoll de plata transparent, els raigs de sol que des del seu ocàs vénen a penetrar a través de la brillant cortina, contínuament renovada, a l'interior de la gruta, l'atmosfera matisen amb els colors de l'arc de Sant Martí; el constant degoteig dels murs i voltes s'assemblen a una copiosa pluja d'espurnes de foc, revoltes amb maragdes i jacints; el constant i eixordador mugit, finalment, de la cascada, que sembla un huracà assolador o el ronc bram d'un volcà en erupció, constitueixen un quadre de tan alta sublimitat, que fan més per a vista i sentit que per descrita, la gruta que segons va dir el poeta Campoamor
| «                                  | Si como arte es la octava maravilla como arte natural es la primera | » |
| — Ramón de Campoamor y Campoosorio |                                                                     |   |

## Curs mitjà
En aquesta part de la llera es troben la central hidroelèctrica de la Requijada, amb una concessió de 2 m/s; el monestir de Pedra; el municipi de Nuévalos, on hi ha el salt de la Requijada; la desembocadura del riu Ortiz i l'embassament de la Tranquera.

## Desembocadura
En el curs mitjà de Jalón, entre les desembocadures dels rius Monegrillo i Manubles, al terme municipal d'Ateca després de travessar Castejón de las Armas.

## Afluents
A part de les deus citats anteriorment, a la llera del riu Piedra aporten el seu cabal al riu Ortiz, a l'altura de Nuévalos, i el riu Mesa, a l'embassament de la Tranquera.

## Explotació
El riu s'utilitza per a molins, piscifactoria, forns de calç, reg i generació elèctrica.